# Харьков (лидер эскадренных миноносцев)
«Харьков» — лидер эскадренных миноносцев проекта 1, построенный для советского Военно-Морского Флота. Лидер «Харьков» принимал участие в боях в составе Черноморского флота во время Великой Отечественной войны.

## Строительство и испытания
Закладка «Харькова» состоялась 19 октября 1932 года на стапеле судостроительного завода № 198 имени Андрэ Марти, спуск корабля на воду был произведён 9 сентября 1934 года. После завершения испытаний, 10 ноября 1938 года «Харьков» вошёл в состав 3-го дивизиона Отряда лёгких сил Эскадры Черноморского флота. Имел тактический номер 12.

## История службы
В предвоенные годы лидер «Харьков» участвовал в учениях, плановых ремонтах. В начале июня 1941 года «Харьков» в составе эскадры принимал участие в учениях по отработке взаимодействия флота с войсками приморских флангов армии. За сутки до начала войны он вернулся в Севастополь и стал на свое штатное место в бухте. 23 июня лидер в составе группы кораблей участвовал в обеспечении минных постановок, а 24 июня вместе с 3-м дивизионом эсминцев ОЛС выходил для прикрытия побережья Крыма от ожидавшегося набега румынских миноносцев. После суток маневрирования в заданном районе корабли вернулись в базу — предположение командования о высадке десанта оказалось ошибочным.
25 июня лидер «Харьков» сопровождал лидер «Москва» в его первом и последнем бою (набег на Констанцу), и когда тот подорвался, «Харьков» был вынужден оставить экипаж разломившегося пополам тонущего лидера и спасаться от обстрела Береговой батареи Тирпиц 3х280-мм орудиями SK L/45 с немецкими расчётами, которая добилась одного попадания рядом с бортом Харькова, при взрыве повредившего котлы. Докладывалось также про атаку подводной лодки и бомбардировок с воздуха одновременно. При спешном возвращении на базу несколько раз лидер сталкивался с поломками в котлах (лопались трубки), и из-за этого скорость лидера часто падала до 5—6 узлов (до устранения неполадок в каком-нибудь из котлов), но, несмотря на это, корабль успешно уворачивался от бомб и отражал атаки авиации (сбил один Ju 87). Спустя некоторое время повреждённый лидер увернулся от торпед с атаковавшей его советской подлодки Щ-206, которая тут же была потоплена подоспевшим на помощь «Харькову» эсминцем «Сообразительный». Эта версия вступает в противоречие с архивными данными.
6 сентября лидер «Харьков» с эсминцем «Дзержинский» был направлен в Одессу с грузом стрелкового оружия и боеприпасов на борту. Три вражеские батареи стали обстреливать проход в порт, но лидер всё-таки проник в город и разгрузился, после чего обстрелял позиции противника и вышел обратно в море.
15 сентября обеспечивал переход 18 судов с эвакуируемыми войсками и мирным населением из Одессы в Севастополь.

## Гибель

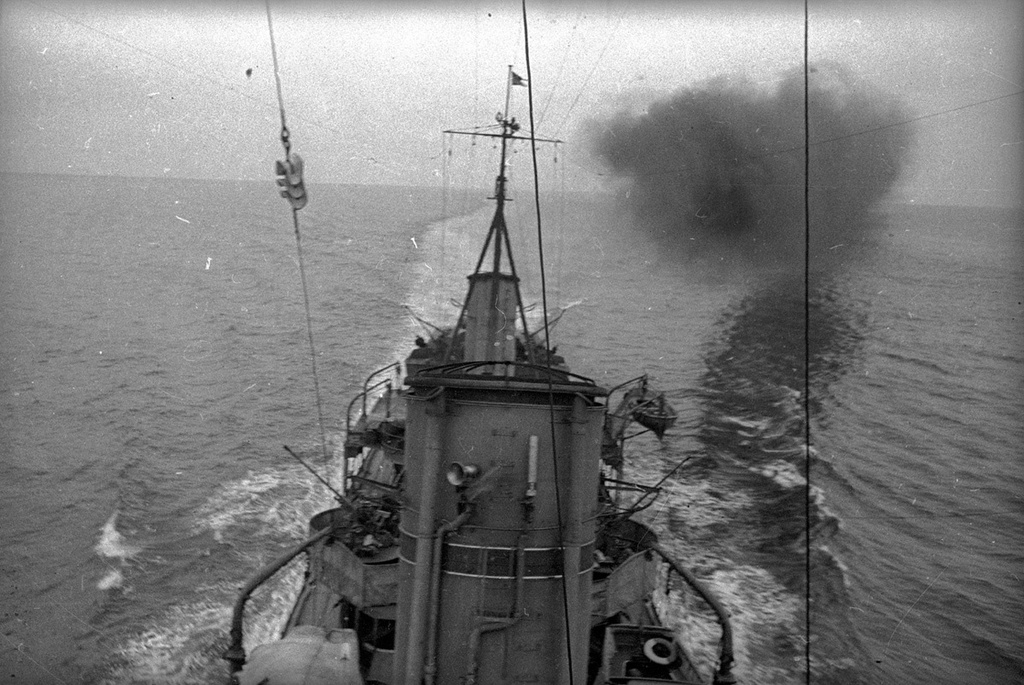
«Харьков» в 1943 году

5 октября 1943 года «Харьков» вышел совместно с эсминцем «Способный» и эсминцем «Беспощадный», задачей отряда являлось нанесение удара по портовым сооружениям Феодосии и Ялты, а также уничтожение находившихся там десантных судов. Возглавлял отряд командир 1-го дивизиона эсминцев капитан 2 ранга Г. П. Негода. Эсминцы были своевременно обнаружены самолётами-разведчиками противника и от выполнения боевой задачи отказались, начав возвращение в базу. На подходе к Феодосии, в 5.30 6 октября, отряд был атакован торпедными катерами S-28, S-42 и S-45. При этом во время отражения атаки германских торпедных катеров в один из них — S-45 — попал 37-мм снаряд. Поняв, что скрытно провести операцию не удалось, Негода принял решение отказаться от обстрела Феодосии, ограничившись бомбардировкой Ялты, куда был направлен «Харьков». Повернувшие на юг «Способный» и «Беспощадный» в районе мыса Меганом встретились ещё с двумя немецкими торпедными катерами — S-51 и S-52. Противники обнаружили друг друга совершенно неожиданно; немцы сымитировали атаку и ушли к берегу, преследовать их эсминцы не стали. В 7.15 к эсминцам присоединился вернувшийся после обстрела Ялты «Харьков», и отряд в полном составе лёг на обратный курс.
С 8.37 корабли подверглись ряду последовательных ударов пикирующих бомбардировщиков, в результате которых сначала лидер, а затем в 11.50 «Беспощадный» лишились хода. «Способный» начал поочередную буксировку «Беспощадного» и «Харькова». В 14.25 во время третьей атаки авиации противника «Способный» успевает отойти от тонущего «Беспощадного», получившего четыре прямых попадания, но от близких разрывов бомб на 30—40 мин теряет ход. После потопления в 15.37 лидера, «Способный» ложится в дрейф и начинает подбирать личный состав «Харькова», а затем возвращается к месту гибели «Беспощадного», но успевает поднять из воды только двух человек. Атака пикирующих бомбардировщиков прервала спасательную операцию, «Способный» получил 3 прямых попадания 250-кг авиабомбами: в 1-е машинное отделение и в кубрики личного состава в районе 18-го и 41-го шпангоутов. Через 20 минут после начала налёта, в 18.35, «Способный» затонул с дифферентом на нос и креном 3 градуса на правый борт. Торпедные и сторожевые катера, а также гидросамолёты подобрали с воды 123 человека. Погибло 780 моряков. Потеря трёх кораблей привела к тому, что все крупные корабли Черноморского флота были переведены в резерв Ставки Верховного Главнокомандующего. Больше в боевых действиях до конца войны они не участвовали.

## Командиры
- 05.1937 — 08.1937 — Коновалов, Гаврила Акимович
- 05.1937 — 03.1938 — Жуков, Евгений Николаевич
- 07.1938 — 08.1939 — капитан 2-го ранга Марков, Филипп Савельевич
- 09.1939 — 06.1942 — капитан 3-го ранга Мельников, Пантелеймон Александрович
- 06.1942 — 10.1943 — капитан 2-го ранга Шевченко, Петр Ильич

## Личный состав
Многие из спасшихся при гибели лидера членов команды продолжали службу на флоте, успешно воевали, а после войны в своих мирных профессиях добились высоких результатов:
- Ленциус, Олег Евгеньевич — краснофлотец, электрик артиллерии — после войны окончил ВГИК, стал кинорежиссёром.
- Щербина, Максим Гаврилович — командир расчёта 37-мм зенитного автомата — вернулся к довоенной профессии металлурга, Герой Социалистического Труда (1958).
- Сысоев, Виктор Сергеевич — командир группы управления БЧ-2 — продолжал служить на флоте, адмирал (1970).
- Жуковский, Оскар Соломонович — старший помощник командира — продолжал служить на флоте, контр-адмирал (1957).
- Вуцкий, Георгий Альфредович — командир БЧ-5 — в 1956—1971 годах работал главным инженером 13-го судоремонтного завода, капитан I ранга.